# Beugungsmaßzahl
Die Beugungsmaßzahl {\displaystyle M^{2}} ist eine Größe der Dimension Zahl, die einen Laserstrahl charakterisiert: je größer {\displaystyle M^{2},} desto schlechter ist der Strahl zu fokussieren, d. h. desto größer ist der kleinste mögliche Fokusdurchmesser.

## Definition

Der Strahlverlauf eines realen Laserstrahles (grün) hat eine größere Divergenz als der eines theoretischen Gaußstrahls (rot)

Die Beugungsmaßzahl gibt den Divergenzwinkel {\displaystyle \varphi } eines realen Laserstrahls an im Vergleich zum Divergenzwinkel eines idealen Gaußstrahls mit gleichem Durchmesser an der Strahltaille:
{\displaystyle M^{2}={\frac {\varphi _{\text{real}}}{\varphi _{\text{Gauss}}}}}
Ein Gaußstrahl hat per Definition die Beugungsmaßzahl {\displaystyle M^{2}=1;} bei realen Laserstrahlen ist {\displaystyle M^{2}} immer größer als eins, z. B. beträgt ein typischer Wert für die Beugungsmaßzahl eines Grundmode-Lasers {\displaystyle M^{2}=1{,}01...1{,}1.}
Die Beugungsmaßzahl wird oft salopp als „Strahlqualität“ bezeichnet. Dies trifft physikalisch allerdings nicht zu, genau genommen ist die Entropie der Strahlung ein Maß für die Qualität eines Strahlungsfeldes. Anstatt der Beugungsmaßzahl werden manchmal auch zwei andere Größen verwendet:
- das Strahlparameterprodukt {\displaystyle \mathrm {SPP} =M^{2}\cdot {\frac {\lambda }{\pi }}} mit der Wellenlänge {\displaystyle \lambda }
- die Strahlqualität {\displaystyle K}, auch Strahlpropagations- oder K-Faktor genannt: {\displaystyle K={\frac {1}{M^{2}}}={\frac {\lambda }{\pi \cdot {\text{SPP}}}}}

## Typische Werte und Praxisbezug
Typische M2-Werte bei Hochleistungslasern sind:
- 1,0–1,2 für Singlemode-Faserlaser
- ca. 1,1–1,5 für Kohlendioxidlaser
- ca. 1,5–20 für Festkörperlaser
- >20 für Diodenlaser.

Beim Vergleich der Fokussierbarkeit dieser Laser ist allerdings noch die unterschiedliche Wellenlänge zu berücksichtigen (vgl. oben Strahlparameterprodukt und Strahlqualität).
Insbesondere in der Lasermaterialbearbeitung beim Laserschneiden, Laserschweißen oder Lasermarkieren hat die Beugungsmaßzahl einen großen Einfluss auf das Arbeitsergebnis: beim Laserschweißen führt ein hoher M2-Wert (und damit ein großer Divergenzwinkel bzw. Fokus-Durchmesser) zu einer breiteren und weniger tiefen Schweißnaht sowie beim Lasermarkieren zu einem unschärferen Bild.